# Joseph Lange (Historiker)

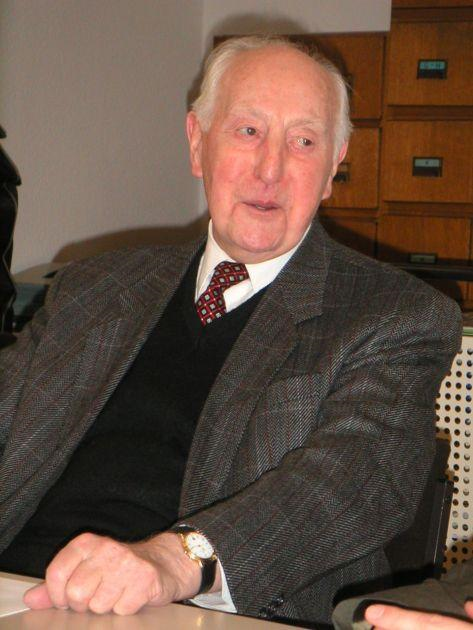
Joseph Lange

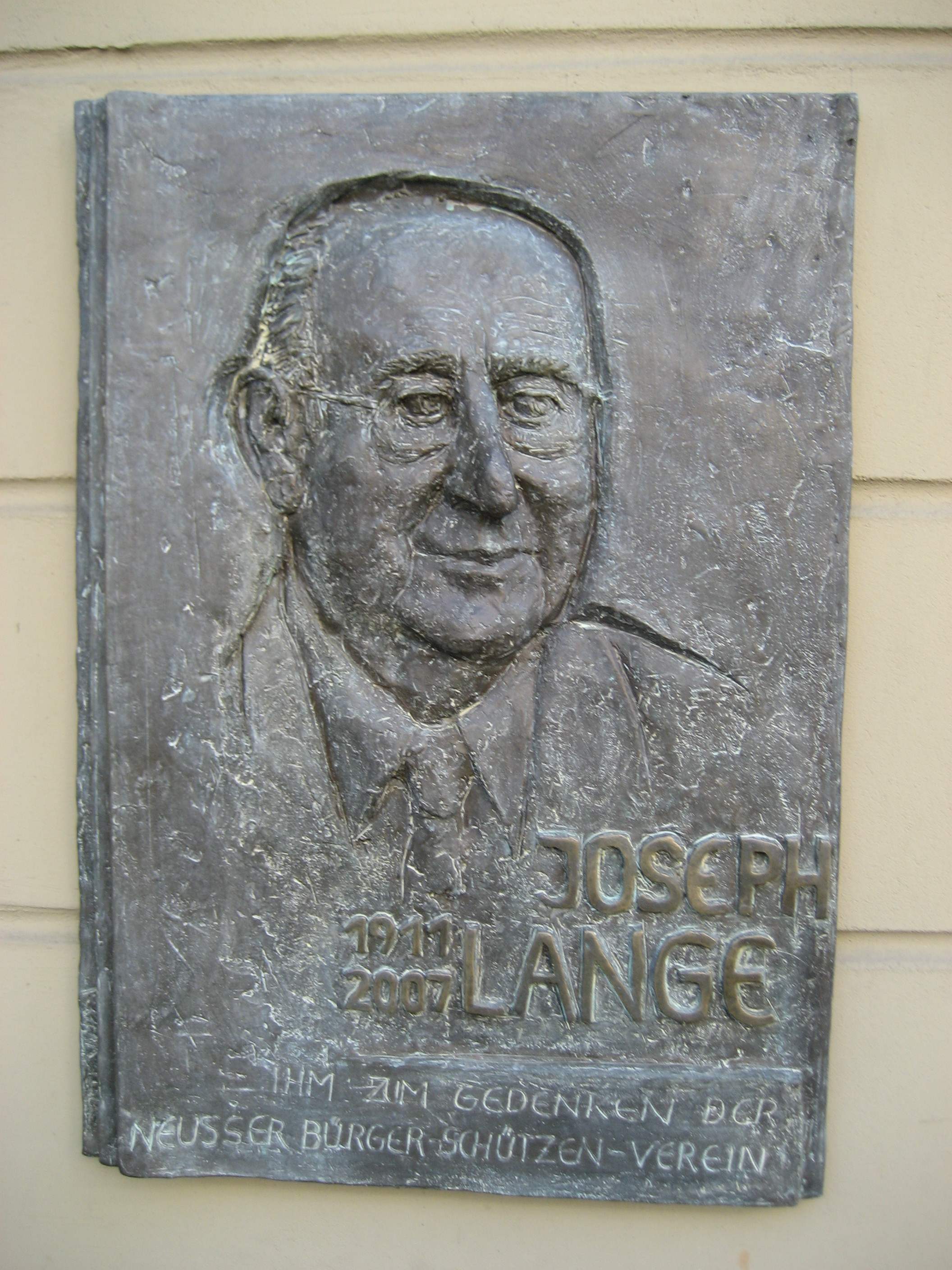
Gedenktafel an Haus Rottels (Rheinisches Schützenmuseum Neuss)

Peter Maria Joseph Lange (* 4. Mai 1911 in Neuss; † 7. Februar 2007 ebenda) war ein deutscher Journalist und Heimatforscher. Er war von 1961 bis 1978 mit dem Aufbau und der Leitung des Neusser Stadtarchivs betraut.

## Leben
Joseph Lange wurde in Neuss als Sohn von Peter Paul Lange und Anna Katharina Sybilla, geb. Giffel, geboren und besuchte dort das Quirinus-Gymnasium. Er studierte seit 1931 kurzzeitig Geschichtswissenschaft an der Universität Köln und arbeitete von 1932 bis 1935 bei der Neuß-Grevenbroicher Zeitung und anschließend von 1936 bis 1940 für die katholische Kirche bzw. als freier Journalist. 1940 bis 1945 diente er als Soldat. Nach der Rückkehr aus der sowjetischen Kriegsgefangenschaft (1945–1949) arbeitete er wieder als Lokalredakteur bei der Neuß-Grevenbroicher Zeitung. In einer kurzen Phase, zwischen 1958 und 1961, war er als freier Journalist und Schriftsteller tätig. 1959/60 war Lange Schützenkönig der Stadt Neuss beim Neusser Bürger-Schützenfest und schenkte dem Neusser Bürger-Schützenverein ein Bleiglasfenster, um das ein Haus für die Schützen und ihre Geschichte "drumherum" gebaut werden sollte. Anschließend war er 22 Jahre Mitglied des Komitees des Neusser Bürger-Schützen-Vereins.
1961 wurde er mit dem Aufbau und der Leitung des Neusser Stadtarchivs betraut. Die Leitung des Neusser Stadtarchivs – zuletzt als Stadtarchivdirektor – hatte er bis 1978 inne. Während seiner Zeit als Leiter des Archivs wurden die Bestände erweitert und das Archiv bezog 1967 ein neues Domizil an der Oberstraße. 2004 wurde das von ihm mit dem Bleiglasfenster initiierte Rheinische Schützenmuseum Neuss mit Joseph-Lange-Schützenarchiv gegründet.
Zu seinem 95. Geburtstag erschienen 2006 die vom Stadtarchiv herausgegebene „Kleine Chronik der Stadt Neuss“ sowie der erste Band der Schriftenreihe des Rheinischen Schützenmuseums „Neusser - Bürger - Schützen“ mit einem Findverzeichnis des von Joseph Lange zusammengetragenen Archivs des Neusser Bürger-Schützen-Vereins und ausgewählten Artikeln Langes.
Joseph Lange starb am 7. Februar 2007 im Alter von 95 Jahren.
Er galt als „bester Kenner der Neusser Stadtgeschichte und ihrer lokalen Überlieferung“.

## Auszeichnungen
- Wahl zum Mitglied der Gesellschaft für Rheinische Geschichtskunde (1970)
- Ehrenmitglied des Neusser Bürger-Schützen-Vereins (1982)
- Rheinland-Taler (1983)
- Ritter des Gregoriusordens (1984)
- Ehrenmitglied der Bürgergesellschaft zu Neuss (1986)
- Silbernes Siegel der Stadt Neuss (1991)
- Verdienstkreuz Erster Klasse des Verdienstordens der Bundesrepublik Deutschland (1993)

## Schriften (Auswahl)
- Das katholische Neuss in Vergangenheit und Gegenwart (1960)
- Neuss in Mittelalter und Neuzeit (in: Neuss im Wandel der Zeiten; 1969)
- Bürger und Bürgerssöhne (1973, erw. Auflage 1998)
- Neuss, Burgund und das Reich (1975)
- Zwischen Tor und Türmen. Impressionen eines Neussers (1986)
- Constantia und Bürgergesellschaft zu Neuss (1986)
- Neusser Schützenwesen. Spiegelbild städtischer Geschichte und Kultur (1991)
- 100 Jahre Katholische Pfarrgemeinde St. Marien zu Neuss (1996)